# Ballana clara
Ballana clara är en insektsart som beskrevs av Delong 1964. Ballana clara ingår i släktet Ballana och familjen dvärgstritar. Inga underarter finns listade i Catalogue of Life.